# Nectandra lineata
Nectandra lineata är en lagerväxtart som först beskrevs av Carl Sigismund Kunth, och fick sitt nu gällande namn av J.G. Rohwer. Nectandra lineata ingår i släktet Nectandra och familjen lagerväxter. Inga underarter finns listade i Catalogue of Life.